# Kharchakund
Der Kharchakund (andere Schreibweise: Karchakund, Hindi खर्चाकुंड) ist ein 6612 m (nach anderen Quellen 6632 m) hoher Berg im Himalaya in Uttarakhand (Indien). 
Der Berg befindet sich in der Gangotri-Gruppe im westlichen Garhwal-Himalaya. Der Gangotrigletscher verläuft entlang seiner Nordflanke in westlicher Richtung. 
1,19 km südsüdwestlich befindet sich der 6331 m hohe Nebengipfel Sumeru Parbat. 
Kedarnath (6940 m) und Kedarnath Dome (6831 m) befinden sich 6 km westnordwestlich des Kharchakund.  
Der Kharchakund wurde am 29. Mai 1980 von Toshiharu Hashimoto und Yoshitaka Tanimura, Mitglieder einer japanischen Bergsteigergruppe, erstbestiegen. Sie erreichten den Gipfel vom Ghanohimgletscher aus über den Westgrat.